# Jornal Económico
O Jornal Económico é um jornal português, especializado em economia e finanças, que começou a ser publicado em 16 de setembro de 2016. Tem uma edição semanal em papel, bem como uma edição online atualizada em permanência, que em julho de 2017 foi o site de economia mais visitado em Portugal, com 5,2 milhões de visitas . Segundo o Bareme Imprensa da Marktest, o jornal conta com uma audiência média de 2,1%, ou 179 mil leitores, o que significa que é o jornal de economia mais lido em Portugal
.
O publisher é Fernando Esteves e o diretor é Filipe Alves, tendo como subdiretores os jornalistas Ana Cáceres Monteiro (Et Cetera), André Cabrita-Mendes (Mercados), Lígia Simões (Economia) e Nuno Vinha (Empresas). Mário Malhão é o diretor de arte.
O Jornal Económico tem como público-alvo os investidores, aforradores, quadros de empresas, decisores empresariais, os profissionais liberais e todos os leitores que se interessam por questões de economia e finanças. A edição está repartida por diversas secções temáticas, como Economia & Política, Empresas & Negócios, Mercados & Finanças, Mundo, Advisory e Media & Comunicação.
O jornal era propriedade do Grupo Megafin, dirigido pelo empresário Luís Figueiredo Trindade, mas em 2022 foi adquirido pela Media9Par, uma holding do Emerald Group, que passou a deter, além deste título, o NOVO Semanário, e as revistas Forbes Portugal e Forbes África Lusófona. A redação está sediada no Edifício Tecnologia, 4.1, 71 a 74, 2740-122 Porto Salvo.

## História
O Jornal Económico resulta de uma evolução do antigo jornal "OJE", cuja equipa foi reforçada por jornalistas e outros profissionais vindos do extinto Diário Económico e de órgãos de comunicação social como a agência Reuters e o semanário Sol . A equipa do jornal é composta por cerca de 50 pessoas, incluindo jornalistas, informáticos, comerciais e outros profissionais. Em agosto de 2017, o Jornal Económico foi nomeado para duas categorias nos Prémios Meios & Publicidade, nas categorias de "Melhor Título de Informação Económica" e de "Lançamento do Ano".

## Suplementos e outros conteúdos
O Jornal Económico conta com um segundo caderno, denominado "Et Cetera", dedicado a temas de actualidade, cultura e lazer. Distribui também especiais temáticos, dedicados a temas como Seguros, Automóvel, Apoios à Exportação, entre outros, juntamente com anuários especializados sobre diferentes setores de atividade, como a Advocacia de Negócios e a Auditoria e Revisão de Contas. O empreendedorismo é também uma aposta do jornal, que publica a revista "Start Up", em versão em papel e digital.
Todos os meses, o Jornal Económico distribui como encarte a edição mensal do "Económico Madeira", um jornal madeirense que produz juntamente com um parceiro local. Tem ainda uma parceria com o jornal macaense "Macao Daily", que inclui a troca de conteúdos e a publicação de uma secção semanal e de um site em chinês.
Além da edição impressa e online, o jornal produz conteúdos televisivos, diretos, webinares e conferências para a plataforma digital JE TV, com emissão irregular.
1. "Ranking Netscope de Julho está disponível" [1], Meios e Publicidade, consultado a 5 de Setembro de 2017.
2. "Jornal Económico recupera liderança com 5,2 milhões de visitas em julho" "[9], Jornal Económico Online, consultado a 5 de Setembro de 2017.
3. "E os nomeados são" [10], Meios e Publicidade, consultado a 5 de Setembro de 2017.
4. "Bareme Imprensa: DN é o único generalista a escapar às quebras nas audiências" [11], Meios e Publicidade, consultado a 5 de Setembro de 2017.
5. "Jornal Económico aumenta número de leitores para 167 mil" [12], Jornal Económico Online, consultado a 5 de Setembro de 2017.

## Jornalistas
Além da direção do jornal, a equipa do Jornal Económico é composta por vários jornalistas de diferentes áreas de especialização, contando também com correspondentes no Porto e no Arquipélago da Madeira.
- Almerinda Romeira
- Ana Pina (Coordenadora de Opinião)
- António Freitas de Sousa (Porto)
- Bianca Marques
- Inês Amado
- Inês Pinto Miguel
- Isabel Patrício
- João Barros
- João Santos Costa (Coordenador de Online)
- José Carlos Lourinho (Editor da JE TV)
- Laura Leon (Económico Madeira)
- Maria Teixeira Alves (Grande Repórter)
- Mariana Bandeira (Coordenadora de Empresas)
- Nuno Braga (JE Podcast)
- Nuno Miguel Silva (Grande Repórter)
- Rita Atalaia
- Rodolfo Alexandre Reis
- Ruben Pires (Coordenador Económico Madeira)
- Tomás Gonçalves Pereira